# واشنطن غوزمان
واشنطن غوزمان (بالإسبانية: Washington Guzmán)‏ هو سباح تشيلي، (ولد عام 1918 – 1985 م).

## وصلات خارجية
- واشنطن غوزمان على موقع الاتحاد الدولي للسباحة (الإنجليزية)
- واشنطن غوزمان على موقع أوليمبيديا (الإنجليزية)